# 浅井孝祐
浅井 孝祐（あさい こうすけ、1938年5月13日 - 2007年1月2日）は、日本のオートレース選手。東京都出身。期前、川口オートレース場所属。主な競走車呼名は「タイショウ1」。

## 選手データ
- プロフィール
  - 平成18年度後期適用ランク:B級第200位
  - 選手登録年月日:1958年12月25日登録
  - 登録番号:691

- 戦歴
  - 通算成績…1着:355、2着:429、3着:464、着外:3280
  - 通算優勝回数:0

## 人物
浅井孝祐は2007年時点、オートレース界の中では最古参の選手であった。2007年1月1日の段階で期前（選手養成所開設以前に選手となった者を指す便宜的呼称）登録の選手は浅井と、同じく川口オートレース場所属の富永竹二選手の二名のみであった。

## 殉職
2007年1月2日。川口オートレース場の新年開催の初日に事故は起こった。
この日、浅井は第3レースに出走。その第3レースの第4周回1コーナーの入り口で浅井のインを突いた岡崎秀二（16期、川口オートレース場所属）選手が勢いあまって外に流れ、この時、岡崎の競走車の後輪と浅井の競走車の前輪が軽く接触してしまった。
ここで浅井がバランスを崩し落車。競走車から投げ出された浅井の体は外周方向へと滑っていった。

浅井の後方を走っていた唐鎌大輔（21期、船橋オートレース場所属）選手がこの落車をギリギリで回避したのだが、その唐鎌を捲くろうと更にアウトコースを走行していた釜本憲司（11期、川口オートレース場所属）選手の前方に落車した浅井が滑っていった。回避する間もなく、釜本の競走車は１コーナー付近で浅井の頭部付近に衝突したのである。
レースは続行され、レース終了後直ちに緊急措置が施され、意識不明の状態のまま川口市立医療センターへ収容されたが、同日13時4分、重症頭部外傷により殉職した。68歳没。
1993年10月のセア乗り換え以降の殉職者は藤川順二（10期、船橋オートレース場所属。1999年3月23日、飯塚オートレース場でスタート事故で殉職。49歳没）、中村政信（19期、飯塚オートレース場所属。1999年12月23日、飯塚オートレース場にて複合事故に遭い殉職。33歳没）、入江輝義（7期、山陽オートレース場所属。2002年2月3日、川口オートレース場にてゴール直後に落車しフェンスに激突し殉職。53歳没）、橋本和美（26期、川口オートレース場所属。川口オートレース場にてスタート練習時に複合事故に遭い殉職。27歳没）以来5人目となった。

## その後
2007年2月20日に川口オートレース場にて「浅井孝祐選手を送る会」が営まれ、関係者・選手・ファン300名以上が参列した。
また、この事故から約2週間後の1月18日、浅井が亡くなった節、死後のレースで強い走りがなくなり最終日の欠車を最後に富永竹二が引退。同選手の引退により、期前登録の選手は存在しなくなった。